# Phorminx

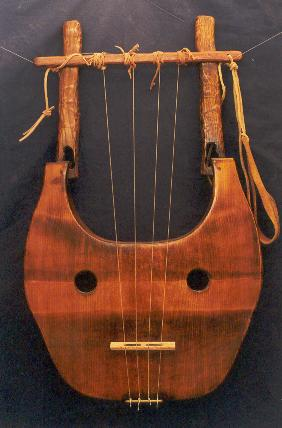
Phorminx

Die Phorminx (altgriechisch φόρμιγξ) ist eine in der Musik der griechischen Antike genutzte Leier. Das erstmals von Homer erwähnte Saiteninstrument besaß bis zu sieben Saiten, die mit den Fingern oder einem Plektrum gespielt wurden. Der Name phorminx kommt vom 9. bis zum 5. Jahrhundert v. Chr. in literarischen Quellen vor. Der flache hufeisenförmige Korpus der Phorminx ist von Abbildungen von der mykenischen Kultur (17. bis 11. Jahrhundert v. Chr.) bis ins 5. Jahrhundert v. Chr. überliefert und ähnelt der Form einer älteren Leier aus der minoischen Kultur. Mit der Phorminx begleitete der Sänger eines Epos seinen Vortrag, wie Homer in der Ilias und der Odyssee beschreibt. Später wurde die Phorminx von der Kithara und der Lyra abgelöst.
Die archäologischen Befunde und die musiktheoretischen Schriften der antiken Griechen sowie andere Quellen (Hesiod, Aristophanes) deuten darauf hin, dass die Phorminx im Gegensatz zur Lyra ursprünglich nur vier Saiten besaß und somit also auch nur vier Töne darstellen konnte. Nach Martin Litchfield West könnte an die alte ionische Tonfolge e f a c' d' die relative Stimmung der viersaitigen Phorminx e f a d' angelehnt gewesen sein. Spätere Versionen der Phorminx weisen bis zu sieben Saiten auf.
Die Musikinstrumente waren laut Homer, Hesiod und Aristophanes mit Gold und Elfenbein verziert und dienten der Begleitung der als Rhapsoden benannten Sänger.